# (4270) Juanvictoria
(4270) Juanvictoria ist ein Hauptgürtelasteroid, der am 1. Oktober 1975 an der Carlos U. Cesco Station des Felix-Aguilar-Observatoriums entdeckt wurde.
Der Asteroid wurde nach Juan Victoria (1906–1986), dem gesetzlichen Vertreter der Yale-Columbia Southern Station in den frühen Sechzigerjahren, benannt.